# Döttingen (Argóvia)
Döttingen é uma comuna da Suíça, situada no distrito de Zurzach, no cantão de Argóvia. Tem 6,93 km² de área e sua população em 2018 foi estimada em 4.057 habitantes.